# Eumichtis hita
Eumichtis hita là một loài bướm đêm trong họ Noctuidae.